# Un fils du Sud
Pour plus de détails, voir Fiche technique et Distribution.
Un fils du sud (Son of the South) est un film américain réalisé par Barry Alexander Brown, sorti le 26 août 2020 au American Black Film Festival et le 5 février 2021 au cinéma aux États-Unis. Il est basé sur l'autobiographie de Bob Zellner, The Wrong Side of Murder Creek: A White Southerner in the Freedom Movement.

## Synopsis
En 1961, pour les besoins d'un devoir sur les relations interraciales, Bob Zellner et quatre camarades étudiants du Huntingdon College à Montgomery (Alabama)  se rendent dans une église baptiste afro-américaine  , pour assister à la commémoration du cinquième anniversaire du boycott des bus de Montgomery de 1955-56, en présence de Ralph Abernathy et Rosa Parks. Ce boycott marque le début de la lutte des afro américains dans le cadre du mouvement des droits civiques. 
Ils découvrent les " lois " sudistes implicites, approuvées par le Ku Klux Klan, qui régissent les interactions et la vie des noirs comme des blancs. La vive réaction à cet acte fera émerger chez Bob une prise de conscience sur la nécessité de prendre position face à l'injustice de la ségrégation et des lois Jim Crow. On suit ainsi le dilemme, l'émergence et les modalités de son implication au sein du comité d'organisation des étudiants non violents dans le cadre du mouvement des droits civiques.

## Fiche technique
- Titre original : Son of the South
- Titre français : Un fils du Sud
- Réalisation : Barry Alexander Brown
- Scénario : Barry Alexander Brown, d'après le livre de Bob Zellner et Constance Curry intitulé The Wrong Side of Murder Creek
- Musique : Steven Argila
- Décors : Pamela G. Ryan
- Costumes : Michelle Green
- Photographie : John Rosario
- Montage : Barry Alexander Brown
- Production : Spike Lee, Colin Bates, Bill Black, Stan Erdreich, Stephen R. Foreht, Michael Jefferson, David Kang, Matt William Knowles, Molly M. Mayeux, Eve Pomerance, Christopher J. Smith
- Sociétés de production : Buffalo 8 Productions, El Ride Productions, Jaba Films, Lucidity Entertainment, Major Motion Pictures Ltd., One Dollar Studios, River Bend Productions, SSS Film Capital
- Société de distribution : Vertical Entertainment (Etats-Unis), Star Invest Films France (France)
- Pays d'origine :  États-Unis
- Langue originale : anglais
- Genres : Drame, biopic
- Durée : 105 minutes
- Dates de sortie :
  - France : 1er décembre 2021 ; 16 mars 2022 (nouvelle date de sortie nationale)
  - États-Unis : 5 février 2021

## Distribution
- Lucas Till (VF : Maxime Baudouin) : Bob Zellner (en)
- Lucy Hale (VF : Audrey Sablé) : Carol Anne
- Lex Scott Davis (VF : Justine Berger) : Joanne
- Julia Ormond (VF : Odile Cohen) : Virginia Durr
- Cedric the Entertainer (VF : Frantz Confiac) : Ralph Abernathy
- Sharonne Lainer (VF : Maïk Darah) : Rosa Parks
- Brian Dennehy : Grand-père
- Chaka Forman (VF : Marc Saez) : Jim Forman
- Mike Manning (VF : Arnaud Laurent) : Townsend Ellis
- Shamier Anderson : Reggie
- Ludi Lin : Derek Ang
- Sienna Guillory (VF : Flora Brunier) : Jessica Mitford
- Jake Abel (VF : Martin Faliu) : Doc
- Dexter Darden (VF : Jean-Michel Vaubien) : John Lewis
- Matt William Knowles (VF : Tom Trouffier) : Jim Zwerg
- Byron Herlong (VF : Emmanuel Karsen) : James Zellner
- Onye Eme-Akwari : Charles McDew

## Production

### Développement
"Un fils du sud" est un film écrit, réalisé et monté par Barry Alexander Brown, basé sur l'autobiographie de Bob Zellner, The Wrong Side of Murder Creek: A White Southerner in the Freedom Movement. Bob Zellner est considéré comme un des membres fondateurs du comité de coordination non violent des étudiants ou Student Nonviolent Coordinating Committee, un des principaux organismes du mouvement afro-américain des droits civiques dans les années 1960. Bob Zellner est aussi considéré comme le 1er secrétaire blanc de cette organisation. 

### Réalisateur
Barry Alexander Brown a commencé sa carrière en co-réalisant le film documentaire  " The War at Home " (1979) nommé à l'Oscar du meilleur long métrage documentaire. Il a été l'un des plus jeunes nommés dans cette catégorie. On peut ajouter à son crédit : le film documentaire  " The Who's Tommy, the Amazing Journey " (1993), " Winning Girls Through Psychic Mind Control " (2002) et " Son of the South " (2020). Il a également participé avec Spike Lee aux clips vidéos de : Michael Jackson " They don't really care about us", Prince "Mary don't you weep ", Stevie Wonder " Jungle fever ", Public Enemy " Fight the power"  et Arrested Development " Revolution". Il collabore au montage des films de Spike Lee :  " Do the right thing ", " Malcolm X ", " He got game ", "la 25e heure ", "blackkksman " etc.
D'ailleurs, " un fils du sud ", présente une similarité de montage avec un autre film de Spike Lee, la répétition d'une scène 2 voire 3 fois. Exemple : l'assassinat de Herbert Lee (un fils du sud), et la scène où Edward Norton enferme le chien dans le coffre (25e heure). Cette technique permet d'en signifier l'importance. Cette répétition s'étend au propos du personnage principal Bob Zeller qu'on entend à plusieurs reprises dire " I try anything three times ! ".

### Humour du film
Barry Alexander Brown est aussi un fils du Sud débarqué contre toute attente à New York pour devenir réalisateur. Selon lui quiconque ayant vécu dans le sud des Etats Unis sait que c'est une région pleine d'humour, qu'il soit volontaire ou malgré eux. Cette humour présent tout au long du film permet de juguler la violence des scènes et des propos.
Le personnage principal a énormément d'humour et de répartie, un humour qui frise la naïveté par rapport au danger encouru ou la violence des actes posés. Un humour qui sert aussi à souligner ses tourments, les tournant tantôt en ridicule, ou lui donnant la distance nécessaire aux événements.
Les pancartes à slogan de la marque Burma Shave servent aussi l'objectif de légèreté. Même lors de passages où on entend les pires propos racistes, le ridicule n'est pas loin. Cf. à la scène du discours au parc du grand père de Bob Zellner ou le discours de l'assassin d'Herbert Lee pour justifier son acte.

## Réception

### Critiques
Rotten Tomatoes a enregistré une note de 63 % des critiques et 77 % de l’audience et Metacritic a enregistré une note de 26⁄100 des critiques,.

## Nominations et récompenses
- Festival du cinéma américain de Deauville 2021 : hors compétition